# Мурофусі Кодзі
Мурофусі Кодзі  (яп. 室伏 広治, 8 жовтня 1974) — японський легкоатлет, олімпійський чемпіон (2004).

## Виступи на Олімпіадах
| Олімпіада   | Дисципліна     | Місце |
| ----------- | -------------- | ----- |
| Сідней 2000 | метання молота | 9     |
| Афіни 2004  | метання молота | 1     |
| Пекін 2008  | метання молота | 4     |
| Лондон 2012 | метання молота | 3     |